# (9687) Uhlenbeck
(9687) Uhlenbeck ist ein Asteroid des Hauptgürtels, der am 24. September 1960 von dem niederländischen Astronomenehepaar Cornelis Johannes van Houten und Ingrid van Houten-Groeneveld entdeckt wurde. Die Entdeckung geschah im Rahmen des Palomar-Leiden-Surveys, bei dem von Tom Gehrels mit dem 120-cm-Oschin-Schmidt-Teleskop des Palomar-Observatoriums aufgenommene Feldplatten an der Universität Leiden durchmustert wurden.
Der Asteroid wurde am 5. Juli 2001 nach dem US-amerikanischen Physiker niederländischer Herkunft George Eugene Uhlenbeck (1900–1988) benannt, der 1925 gemeinsam mit Samuel Abraham Goudsmit die Existenz des Elektronenspins postulierte.